# Ariane (1931)
Ariane ist ein 1930 gedrehter deutscher Spielfilm nach dem gleichnamigen Roman von Claude Anet. Regie führte Paul Czinner, die Titelrolle übernahm Elisabeth Bergner, Czinners spätere Ehefrau. Die Uraufführung fand am 20. Februar 1931 in Berlin statt.

## Handlung
An einem Gymnasium in Zürich besteht die exilrussische Schülerin Ariane Kusnetzowa ihr Abitur. Sie beschließt, für ein Studium nach Berlin zu reisen. Bei einem Opernbesuch lernt sie den soignierten, welterfahrenen und deutlich älteren Konstantin Michael kennen, einen charmanten und doch ein wenig unterkühlten Gentleman und Lebemann. Er beginnt, um sie zu werben, und das junge und anfänglich noch schüchterne Mädchen versucht mit ihm gleichzuziehen, indem sie ihm die erfahrene Abenteuerin vorspielt, die bereits über einige Erfahrungen mit Männern verfügt.
Konstantin macht Ariane von Anbeginn seinen Standpunkt klar. „Ich werde nicht lange hierbleiben. Eines Tages werde ich verreisen und nicht wiederkehren. Aber diese kurze Zeit möchte ich mit Ihnen verbringen, Ariane Kusnetzowa.“ Ariane lässt sich auf dieses Spiel ein, in der Hoffnung, eines Tages diesen enigmatischen und auf sie starke Ausstrahlungskraft besitzenden Mann für immer an sich zu binden. Die Liebe, die sie für ihn empfindet, will sie (noch) nicht gestehen. Nach einem gemeinsamen Ferienaufenthalt in Italien kommt der Tag der Abreise. Für Konstantin endet damit nicht mehr als ein Abenteuer, und er lässt Ariane ohne mit der Wimper zu zucken sitzen. Für das Mädchen bricht eine Welt zusammen. Obwohl zutiefst verletzt, lässt sie sich jedoch nichts anmerken und gibt sich beim Abschied völlig cool.
Zurück in Berlin überlegt sich Ariane, wie sie sich für diese Demütigung an Konstantin rächen kann. Die Gelegenheit dazu ergibt sich, als dieser erneut nach Berlin kommt und sich mit Ariane verabredet. Als sie ihm von Angesicht zu Angesicht gegenübersteht, kann sie gar nicht anders, als ihm in einem heftigen Disput ihre Liebe zu gestehen. Allmählich beginnt Konstantin zu begreifen. Ariane hat sich dazu entschieden, das Kapitel Konstantin endgültig zu beenden. Am Bahnhof kommt es zum Abschied. Als der Zug zu fahren beginnt, läuft Ariane noch ein Stück mit, dann trifft der Mann seine Entscheidung. In dem Moment, als ihre Kräfte zu schwinden drohen, hebt Konstantin Michael das Mädchen in den Zug hoch. Beide fahren in eine gemeinsame Zukunft.

## Produktionsnotizen
Die Dreharbeiten fanden zwischen dem 10. November und dem 13. Dezember 1930 statt. Von Ariane wurde parallel auch eine englisch- und eine französischsprachige Version hergestellt. In der britischen Fassung, The Loves of Ariane, verkörperte Bergner ebenfalls die Ariane, während Forsters Rolle von Percy Marmont übernommen wurde. Die französische Fassung kam erst 1932 in die Kinos, unter dem Titel Ariane, jeune fille russe. Dort spielte Gaby Morlay die Titelheldin und Victor Francen den Konstantin.
Paul Czinner und Elisabeth Bergner, seit Jahresbeginn 1933 ein Ehepaar, gaben hier ihr Tonfilmdebüt. Rudolf Forster drehte nahezu zeitgleich den anderen Film, mit dem er in der Frühzeit des Tonfilms ebenfalls stets in Erinnerung gebracht wird: Die Dreigroschenoper.
Der Kameramann Fritz Arno Wagner löste während der Dreharbeiten den Kollegen Adolf Schlasy ab, der zwischenzeitlich erkrankt war. Die Namensnennung erhielt jedoch ausschließlich Schlasy.
Die Filmbauten stammen von Erich Zander und Karl Weber.
Der Film enthält auch zwei Musiknummern. Helen van Vlieth trägt darin das Kunstlied „Freundliche Vision“ von Richard Strauss und Otto Julius Bierbaum vor. Das Orchester von Marek Weber spielt den Tango „Anja dich küßt nur einer“ von Léo Witt; den von Marek Lieven-Belorussoff intonierten Liedtext schrieb Fritz Grünbaum.
Der Film erhielt das Prädikat „Künstlerisch“. Bis 1934 lief er unter anderem auch in Finnland, Dänemark und Italien an.
Nach 1945 wurde Ariane erstmals am 27. Dezember 1968 wiederaufgeführt: im Fernsehen des Bayerischen Rundfunks.
1956 drehte Billy Wilder in Hollywood unter dem Titel Ariane – Liebe am Nachmittag ein Remake des Klassikers. In den Rollen Bergners und Forsters sind hier Audrey Hepburn und Gary Cooper zu sehen.

## Kritiken
Die zeitgenössische Kritik widmete dem Film große Aufmerksamkeit. Hier zwei Beispiele:
Hermann Sinsheimer schrieb im Berliner Tageblatt:
„Wenn es keinen anderen Grund für diesen Film gäbe und kein anderes Lob, so bliebe doch dieses eine, daß er die zwei deutschen Darsteller zusammenführt, denen es gegeben ist, das Rätselvolle, Unheimliche und Hintergründige der Geschlechtlichkeit, das Irrationale und geradezu Unkörperliche der Sexualität auszudrücken: Elisabeth Bergner und Rudolf Forster. Dank eben dieser Atmosphäre, die Sinnliches und Geistiges als verwandte Elemente in sich bindet, hat der kleine Film Ariane eine exemplarische Größe. Er hat und wahrt sie, weil der Regisseur Paul Czinner […] nicht nur aus Psychologischem Bildhaftes entwickelt, sondern auch das Bildliche wiederum zu einer eigenen und eigenbürtigen Geistigkeit ermächtigt.“
Ludwig Marcuse schrieb in Das Tage-Buch:
„Unter den vielen Fesseln, welche die Entwicklung des modernen Films hindern, ist eine der stärksten die Abhängigkeit vom dramatisch- oder epischvorgeformten Stoff. Der Ariane-Film ist ein Schulbeispiel für die herrschende Unzulänglichkeit beim Umbau von Roman oder Drama in Film. Die ursprüngliche Form wird zerschlagen, die Scherben werden filmisch zusammengepappt -- und geben einen Nonsens.“ Marcuses Fazit: „Dieser Film, der ausgezeichnete Szenen und zwei ganz große Darsteller hat, ist ein kleiner Beitrag zu dem großen Kapitel: der von der geformten Vorlage gefesselte Film.“
Ariane in der Nachkriegskritik:
In Unsterblicher Film heißt es zu Ariane: „Die Intensität, mit welcher die Bergner dies rührende, aber gefährlich liebende, halbe Kind darstellte, das nuancenreiche, oft nur aus andeutenden Gesten und geflüsterten Wortfetzen bestehende Spiel war unvergleichlich.“
Halliwell’s Filmguide schrieb: „Anspruchsvolle Komödie, später als Ariane – Liebe am Nachmittag neu verfilmt; diese Version ist interessant vor allem wegen der Darstellung eines neuen Stars.“
Das Lexikon des Internationalen Films nannte den Film eine „hübsche Gesellschaftskomödie“.